# 밈시 파머
밈시 파머(Mimsy Farmer, 1990년 7월 2일 ~ )는 미국의 배우이다.